# Liste der Erzbischöfe von Buenos Aires
Die folgenden Personen waren Bischöfe und Erzbischöfe des Erzbistums Buenos Aires.
Der jeweils amtierende Erzbischof ist seit 1936 Primas der römisch-katholischen Kirche Argentiniens.

## Bischöfe
- Pedro Carranza Salinas OCarm (1620–1632)
- Cristóbal de Aresti Martínez de Aguilar OSB (1635–1641)
- Cristóbal de la Mancha y Velazco OP (1641–1673)
- Antonio de Azcona Imberto (1676–1700)
- Gabriel de Arregui OFM (1712–1716) (dann Bischof von Cuzco)
- Pedro de Fajardo OSsT (1713–1729)
- Juan de Arregui OFM (1730–1736)
- José de Peralta Barrionuevo y Rocha Benavídez OP (1738–1746) (dann Bischof von La Paz)
- Cayetano Marcellano y Agramont (1749–1757) (dann Bischof von Trujillo)
- José Antonio Basurco y Herrera (1757–1761)
- Manuel Antonio de la Torre (1762–1776)
- Sebastián Malvar y Pinto OFM (1777–1783) (dann Erzbischof von Santiago de Compostela)
- Manuel Azamor y Ramírez (1785–1796)
- Pedro Inocencio Bejarano (1797–1801) (dann Bischof von Sigüenza)
- Benito Lué y Riega (1802–1812)
- Mariano Medrano y Cabrera (1829–1851)
- Mariano José de Escalada Bustillo y Zeballos (1854–1865)

## Erzbischöfe
- Mariano José de Escalada Bustillo y Zeballos (1865–1870)
- Federico León Aneiros (1873–1894)
- Vladislas Castellano (1895–1900)
- Mariano Antonio Espinosa (1900–1923)
- José María Bottaro y Hers OFM (1926–1932)
- Santiago Luis Kardinal Copello (1932–1959)
- Fermín Emilio Lafitte (1959–1959)
- Antonio Kardinal Caggiano (1959–1975)
- Juan Carlos Kardinal Aramburu (1975–1990)
- Antonio Kardinal Quarracino (1990–1998)
- Jorge Mario Kardinal Bergoglio SJ (1998–2013) (später Papst Franziskus)
- Mario Aurelio Kardinal Poli (2013–2023)
- Jorge Ignacio García Cuerva (seit 2023)